# Kalophrynus menglienicus
Kalophrynus menglienicus är en groddjursart som beskrevs av Yang och Su 1980. Kalophrynus menglienicus ingår i släktet Kalophrynus och familjen Microhylidae. IUCN kategoriserar arten globalt som otillräckligt studerad. Inga underarter finns listade i Catalogue of Life.